# Estación Pico Espejo
Estación Pico Espejo es el nombre que recibe la quinta y última estación del Sistema Teleférico de Mérida - Mukumbarí, localizado en el parque nacional Sierra Nevada, en el Estado Mérida y al occidente del país sudamericano de Venezuela. 

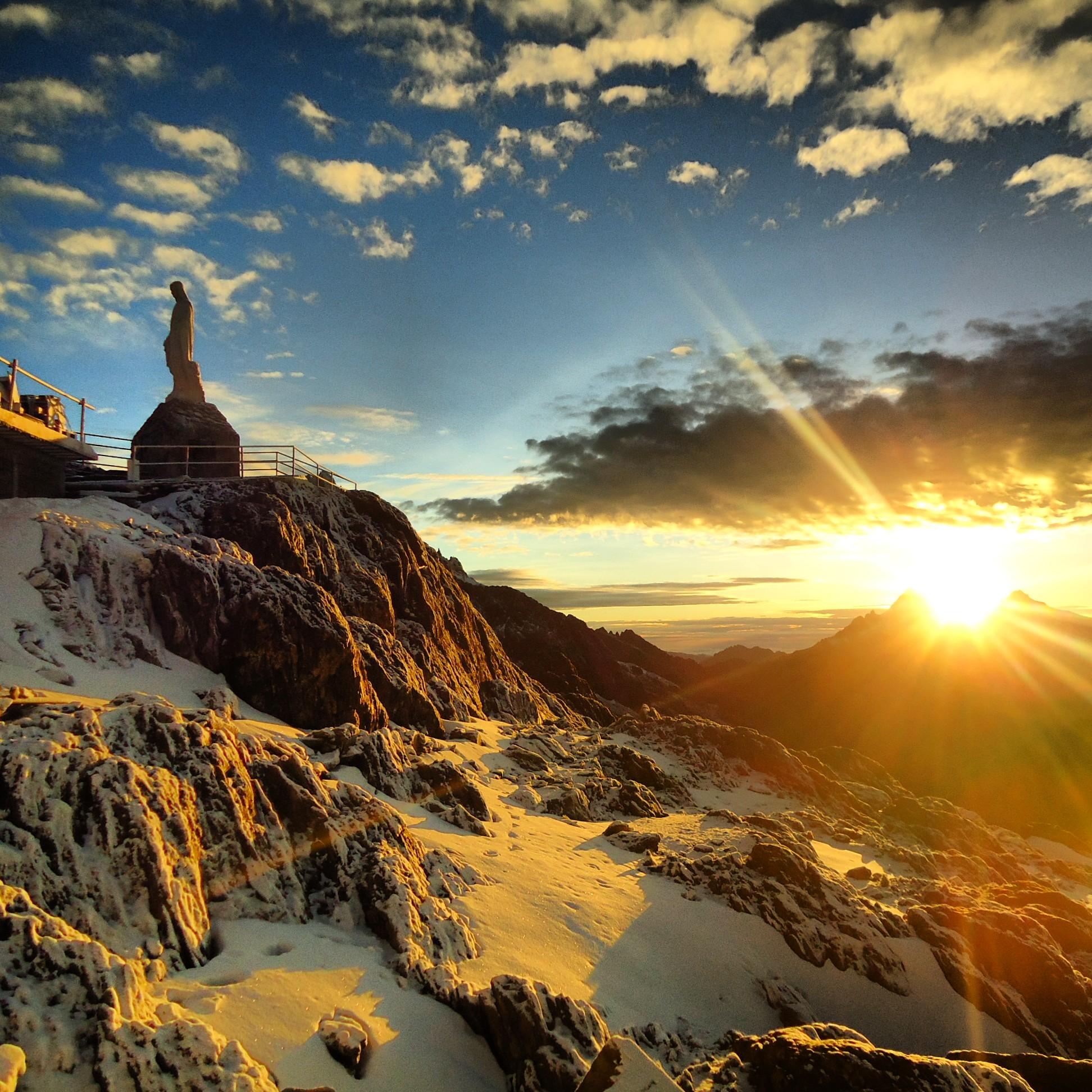
Monumento a la Virgen de las Nieves, a un lado de la estación.

La estación fue inaugurada en la década de 1960, pero fue cerrada en 2008. En mayo de 2016, fue abierta una nueva estación totalmente modernizada.

## Descripción
Se encuentra en el último tramo del sistema, que va desde la estación Loma Redonda, a 4.405 metros sobre el nivel del mar, hasta la estación terminal de Pico Espejo, a 4.765 metros sobre el nivel del mar. Diseñada en su versión moderna por el Arquitecto Venezolano Willser Briceño. Fue llamada así por una de las montañas más conocidas del lugar, el Pico Espejo, un accidente geográfico próximo al Pico Bolívar.